# Романов (Волгоградская область)
Романов — хутор в Котовском районе Волгоградской области, в составе Попко́вского сельского поселения.
Население — 279 (2010)

## История
Дата основания не установлена. Хутор относился к юрту станицы Островской Усть-Медведицкого округа Земли Войска Донского. В 1859 году на хуторе проживало 270 мужчин и 280 женщин. Большинство населения было неграмотным. Согласно переписи населения 1897 года на хуторе проживало 516 мужчин и 511 женщин, из них грамотных: мужчин — 98, женщин — 7.
Согласно алфавитному списку населённых мест Области Войска Донского 1915 года на хуторе проживало 575 мужчин и 557 женщин, имелось хуторское правление, молитвенный дом, одноклассное приходское училище, ветряная мельница, земельный надел хутора составлял 10310 десятин.
С 1928 года — в составе Даниловского района Камышинского округа Нижне-Волжского края (с 1934 года — Сталинградского края). В 1935 года Нижне-Коробковский сельсовет был передан в состав Ждановского района Сталинградского края (с 1936 года — Сталинградской области, с 1961 года — Волгоградской области). В 1959 году в связи с тем, что Нижне-Коробковский, Попковский и Романовский сельсоветы обслуживали один совхоз «Коробковский» Нижне-Коробковский и Романовский сельсоветы были упразднены, их территория передана в состав Попковского сельсовета. В составе Котовского района — с 1963 года.

## География
Хутор находится в степной местности, в пределах Приволжской возвышенности, являющейся частью Восточно-Европейской равнины, на реке Чертолейка. Высота центра населённого пункта около 135 метров над уровнем моря. В 2,6 км к северо-западу расположен крупный лесной массив. Почвы — тёмно-каштановые.
По автомобильным дорогам расстояние до районного центра города Котово составляет 40 км, до областного центра города Волгоград — 260 км. Ближайшие населённые пункты: хутор Попки (расположен в 15 км к северо-западу), село Киреево Ольховского района (расположено в 14 км к юго-западу, ниже по реке Чертолейке).
Часовой пояс
Романов, как и вся Волгоградская область, находится в часовой зоне МСК (московское время). Смещение применяемого времени относительно UTC составляет +3:00.

## Население
Динамика численности населения по годам:
| 1859 | 1873 | 1897 | 1915 | 1987 | 2002 |
| ---- | ---- | ---- | ---- | ---- | ---- |
| 550  | 702  | 1027 | 1132 | ≈440 | 321  |

| 2010 |
| ---- |
| 279  |